# Volo Kenya Airways 507
Il volo Kenya Airways 507, programmato per svolgere la tratta Abidjan–Douala–Nairobi con un Boeing 737-800, si schiantò subito dopo il decollo dal Douala International Airport, Camerun, il 5 maggio 2007.
L'aeromobile si disintegrò all'impatto e i resti del velivolo furono trovati a circa 5,4 chilometri a sud dell'aeroporto di Douala. Non ci furono superstiti. L'inchiesta, condotta dalla Camerun Civil Aviation Authority, determinò che i piloti non si accorsero dell'eccessivo angolo di rollio a seguito del decollo, fattore che comportò la perdita di controllo e il successivo schianto dell'aeromobile.

## Aereo ed equipaggio
L'aeromobile era un Boeing 737-8AL equipaggiato di motori CFMI CFM56-7B26, codice di registrazione 5Y-KYA; volò per la prima volta il 9 ottobre 2006 e fu consegnato alla Kenya Airways il 27 ottobre dello stesso anno. Il velivolo, al momento dell'incidente, aveva 6 mesi di vita ed era uno dei 3 Boeing 737-800 che Kenya Airways aveva acquisito dalla Singapore Aircraft Leasing Enterprise. Il pilota in comando, Francis Wamwea, aveva 52 anni con alle spalle 8 500 ore di volo mentre il primo ufficiale, Andrew Kiuru, aveva 23 anni e volava per la Kenya Airways da un anno.

## Incidente
Il volo 507 era uno dei 3 voli programmati per la partenza a mezzanotte dall'aeroporto di Douala, assieme ad altri 2 voli operati da Cameroon Airlines e Royal Air Maroc. Gli equipaggi delle compagnie della Cameroon Airlines e della Royal Air Maroc, valutate le condizioni meteo, scelsero di attendere un miglioramento prima della partenza, mentre l'equipaggio della Kenya Airways decise di partire in quanto aveva già aspettato più di un'ora a terra. L'aeromobile decollò da Douala alle 23:06 GMT (00:06 ora locale). Era previsto l'atterraggio all'aeroporto in Nairobi alle 03:15 GMT (06:15 ora locale).
Una volta in volo, l'aereo tendeva a virare a destra, cosa che il capitano contrastò usando la sua barra di comando. Ventiquattro secondi dopo il decollo, a un'altitudine di 1 000 piedi (300 m), il comandante lasciò andare la barra e diciotto secondi dopo gridò "Ok, comando", indicando al primo ufficiale di attivare il pilota automatico. Questo non venne riletto dal primo ufficiale indicando che non aveva riconosciuto il comando e non c'era nemmeno una conferma audio nella cabina di pilotaggio che indicasse che l'autopilota era stato attivato. Nei 55 secondi che seguirono, l'aereo non fu pilotato né dal pilota né dall'autopilota. Ciò portò a un aumento gradualmente del suo angolo di virata da meno di 1°, nel momento in cui il comandante aveva lasciato andare la barra di comando, a 34° quando si attivò l'avviso dell'angolo di virata. Il comandante potrebbe essere stato preso dal panico al suono di tale allarme, poiché effettuò una serie di movimenti sulla barra che non fecero altro che aggravare la situazione. Spostò la barra di controllo prima a sinistra, poi di 40° a destra, quindi di 11° a sinistra. Con l'aereo inclinato a 50°, fece fatto un tardivo tentativo di inserire il pilota automatico. Il comandante cercò quindi di riportare l'aereo sotto controllo utilizzando il timone destro, facendolo virare ulteriormente a destra. Il primo ufficiale diede alla barra comandi quasi opposti a ciò che aveva fatto il comandante. Il comandante, accorgendosi di ciò, innestò il pilota automatico, ma a quel punto l'aereo era virato di quasi 115° a destra a 2 290 piedi (700 m) di altitudine ed era in una situazione irrecuperabile. Si schiantò in una palude di mangrovie meno di due minuti dopo il decollo.
Il contatto con il velivolo venne perso subito dopo il decollo da Douala e la compagnia decise di istituire un centro di controllo crisi all'aeroporto Internazionale Jomo Kenyatta di Nairobi.
Il 7 maggio 2007, la radio nazionale del Camerun annunciò il ritrovamento del relitto dell'aeromobile. La notizia fu confermata dalla compagnia aerea il giorno dopo. Non ci furono superstiti. La compagnia aerea riportò che 29 cadaveri erano stati estratti dal sito dell'impatto mentre lo Stato del Camerun ne annunciò altri 40. I lavoratori impiegati nella ricerca e soccorso dissero che i corpi erano "terribilmente sfigurati" e che l'identificazione di essi sarebbe stata difficile. Le operazioni sul sito dell'impatto erano state rese ancora più difficili dalla pioggia incessante.

## Passeggeri e equipaggio
Kenya Airways pubblicò una lista di 106 passeggeri a bordo dell'aeromobile, di 26 diversi paesi. Di essi 17 si erano imbarcati ad Abidjan e i restanti a Douala.
Tutto l'equipaggio veniva dal Kenya. A bordo vi erano anche un ingegnere e un altro membro della compagnia aerea che non era in servizio.
| Nazionalità        | Passeggeri | Equipaggio | Totale |
| ------------------ | ---------- | ---------- | ------ |
| Burkina Faso       | 1          | 0          | 1      |
| Camerun            | 37         | 0          | 37     |
| Rep. Centrafricana | 2          | 0          | 2      |
| Cina               | 5          | 0          | 5      |
| Comore             | 2          | 0          | 2      |
| RD del Congo       | 2          | 0          | 2      |
| Rep. del Congo     | 1          | 0          | 1      |
| Costa d'Avorio     | 6          | 0          | 6      |
| Egitto             | 1          | 0          | 1      |
| Guinea Equatoriale | 2          | 0          | 2      |
| Ghana              | 1          | 0          | 1      |
| India              | 15         | 0          | 15     |
| Kenya              | 3          | 6          | 9      |
| Corea del Sud      | 1          | 0          | 1      |
| Mali               | 1          | 0          | 1      |
| Mauritania         | 1          | 0          | 1      |
| Mauritius          | 1          | 0          | 1      |
| Niger              | 3          | 0          | 3      |
| Nigeria            | 6          | 0          | 6      |
| Senegal            | 1          | 0          | 1      |
| Sudafrica          | 7          | 0          | 7      |
| Svezia             | 1          | 0          | 1      |
| Svizzera           | 1          | 0          | 1      |
| Tanzania           | 1          | 0          | 1      |
| Togo               | 1          | 0          | 1      |
| Regno Unito        | 5          | 0          | 5      |
| Stati Uniti        | 1          | 0          | 1      |
| Totale             | 108        | 6          | 114    |

## Indagini
Il governo del Camerun istituì una commissione tecnica per investigare sull'incidente. Il National Transportation Safety Board inviò un team per assistere all'inchiesta.
Inizialmente si ipotizzò che la causa dell'incidente fosse da attribuirsi ad un malfunzionamento dei motori dovuto alle cattive condizioni meteorologiche. Gli inquirenti analizzarono diversi fattori come il tempo di vita dell'aeromobile, le sollecitazioni che il velivolo subì durante l'evento, le condizioni meteorologiche al momento dell'impatto e l'assetto mentre puntava verso il basso. Dalle prove fin qui emerse gli investigatori ipotizzarono una teoria secondo la quale i motori avessero perso potenza e che quindi l'equipaggio avesse cercato di planare verso l'aeroporto, portando però l'aereo allo stallo. Venne anche preso in considerazione che alcuni fenomeni elettrici, come i fulmini, avessero potuto influire sulla normale condotta del volo.
Il flight data recorder venne recuperato il 7 maggio 2007 e fu inviato in Canada per l'estrazione dei dati; il cockpit voice recorder venne trovato solo il 15 giugno. Le analisi vennero rese pubbliche solo il 28 aprile 2010 quando l'Autorità dell'Aviazione Civile del Camerun (CCAA) rilasciò il rapporto finale.
Secondo il rapporto di inchiesta, l'aeromobile era decollato senza alcuna autorizzazione da parte dei controllori di volo. Il comandante, che copriva anche il ruolo di pilota in comando, corresse l'angolo di attacco più volte dopo il decollo, manovra standard per stabilizzare il velivolo fino a 1 000 piedi (300 m) di quota. Dopo 42 secondi, il comandante chiese al primo ufficiale di attivare l'autopilota; quest'ultimo si era focalizzato sulla rotta da impostare per evitare il maltempo e dimenticò di ottemperare la richiesta del comandante. L'equipaggio non si accorse che l'aeromobile, privo di alcun comando, si stava inclinando sempre di più verso destra; a quel punto si attivò l'allarme di inclinazione eccessiva che suonò per 40 secondi. Il comandante reagì istintivamente virando ulteriormente verso destra e subito dopo verso sinistra, peggiorando la situazione. Contemporaneamente, accorgendosi del precedente errore del primo ufficiale, attivò l'autopilota ma, notando che il velivolo non si livellava istantaneamente, agì nuovamente sulla barra di comando, operazione che fece disconnettere il pilota automatico. Nel frattempo l'inclinazione dell'aeromobile continuava a crescere, l'aereo raggiunse i 2 900 piedi (880 m) con un angolo di rollio di 115°. I due piloti agirono simultaneamente sui comandi per cercare di ristabilire la situazione, cosa che generò nel computer di bordo un conflitto che di fatto annullò le loro azioni. L'aereo si schiantò 1 minuto e 42 secondi dopo il decollo ad una velocità di 287 nodi (532 km/h) con un angolo di assetto di 48° e un rollio destro di 60°.
Secondo il CCAA, la scarsa coordinazione in cabina di pilotaggio e la gestione non adeguata delle procedure riguardanti il controllo del volo, come l'utilizzo non corretto dell'autopilota, contribuirono all'aggravarsi della situazione già critica per le condizioni meteo.

## Nella cultura di massa
L'incidente viene ricostruito nel nono episodio della ventesima stagione del programma canadese "Indagini ad alta quota", intitolato Un minuto per morire.